# Scopogonalia echinura
Scopogonalia echinura är en insektsart som beskrevs av Young 1977. Scopogonalia echinura ingår i släktet Scopogonalia och familjen dvärgstritar. Inga underarter finns listade i Catalogue of Life.